# Bernard Auriol
Pour les articles homonymes, voir Auriol.
 (août 2024).
Bernard Auriol, né le 31 octobre 1778 à Tuchan et mort le 17 avril 1863 à Perpignan, est un banquier français.

## Biographie
Le 13 octobre 1809, il est le cofondateur de la Banque Lloubes et Auriol, en association avec son beau-frère Jean-Jacques Lloubes. La banque est reprise par les fils des fondateurs après leur mort : Prosper Auriol et Auguste Lloubes[réf. souhaitée].